# Japanese Literature Today
『Japanese Literature Today』（略称：JLT）は、日本文学の最新事情を紹介する英文の冊子。日本ペンクラブ発行。日本国外の大学図書館や日本文学研究施設に無償配布される。1976年から2000年まで年1回刊。2000年の第25号をもって休刊となったが、その後復刊し、2009年版と2010年版が発行された。第18号（1993年）から第25号（2000年）まではフランス語版の『Littérature japonaise d'Aujourd'hui』が合冊になっている。

## 概要
各年度の日本文学界の動向や、短編小説の全訳、長編小説や短歌、俳句、詩、評論などのレビューを掲載する。当初は国際交流基金や日本ユネスコ協会連盟の助成金を受けて出版されていたが、その助成金がなくなったため2000年の第25号をもって休刊。その後、全日本社会貢献団体機構の助成を受けて2009年に復刊。復刊後は、第26号（2009年）と第27号（2010年）が刊行された。